# (2724) Орлов
(2724) Орлов (лат. Orlov) — типичный астероид главного пояса, открыт 13 сентября 1978 года советским астрономом Николаем Черных в Крымской астрофизической обсерватории и 28 марта 1983 года назван в честь российских и советских астрономов Александра Орлова и Сергея Орлова.

## Обнаружение и именование
(2724) Орлов
Открыт 13 сентября 1978 года в Научном Н. С. Черных.
Назван в память о профессоре Московского университета Сергее Владимировиче Орлове (1880—1958), который внёс большой вклад в исследования комет. Эта планета также чтит основателя и первого директора Голосеевской астрономической обсерватории Александра Яковлевича Орлова (1880—1954), известного своими исследованиями движения полюсов Земли и приливных изменений гравитации. Смотрите также цитату для малой планеты (2721). В честь Александра и Сергея Орловых также назван лунный кратер.
Оригинальный текст (англ.)2724 Orlov
Discovered 1978-Sep-13 by Chernykh, N. at Nauchnyj.
Named in memory of Sergej Vladimirovich Orlov (1880—1958), professor at Moscow University who contributed much to research on comets. This planet also honors Aleksandr Yakovlevich Orlov (1880—1954), founder and first director or the Golosseevo Astronomical Observatory, known for his research on the earth's polar motion and on tidal variations in gravity. See also the citation for minor planet (2721). Aleksandr and Sergej Orlov is also honored by a lunar crater.
Источники: DISCOVERY.DB; M.P.C. 7786.

## Орбита

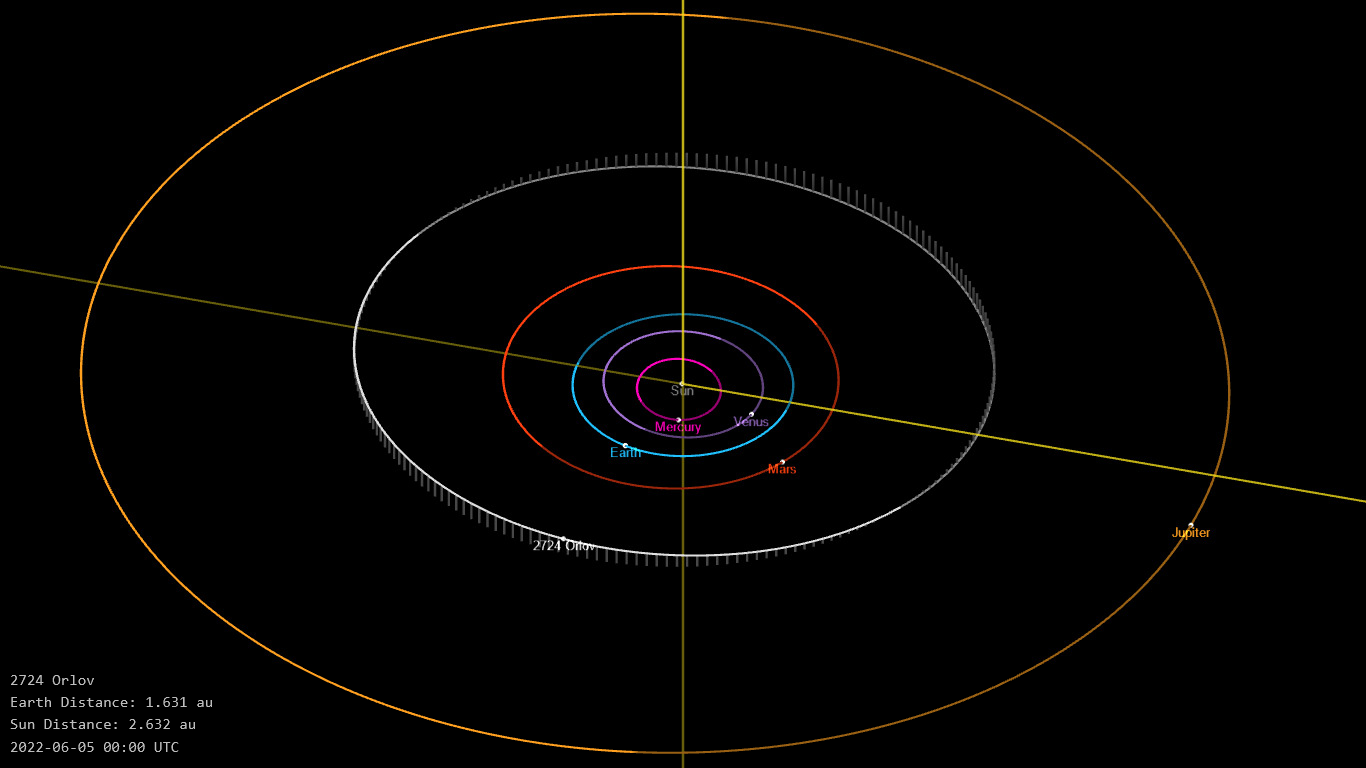
Орбита астероида Орлов и его положение в Солнечной системе

## Физические характеристики
Из результатов второго этапа спектроскопической съёмки малых астероидов главного пояса (Small Main-belt Asteroid Spectroscopic Survey, SMASSII) следует, что астероид относится к таксономическому классу K.
По результатам наблюдений в инфракрасном диапазоне орбитальной обсерватории IRAS и спутника Akari и наблюдений в видимом и ближнем инфракрасном диапазоне космического телескопа NEOWISE диаметр астероида оценивался равным 19,74±3 км, 20,730±0,179 км и 20,77±0,62 км. Согласно тем же источникам альбедо оценивается как 0,0947±0,037, 0,0861±0,0143, 0,087±0,006 и 0,086±0,014.